# مايكروسوفت 365 كوبايلوت
مايكروسوفت 365 كوبايلوت (بالإنجليزية: Microsoft 365 Copilot)‏ هي ميزة مساعد ذكاء اصطناعي لتطبيقات وخدمات مايكروسوفت 365. أعلنت عنها شركة مايكروسوفت لأوَّل مرَّةٍ في 16 مارس 2023 وقد أٌطلقت لتكون أداة المساعدة الجديدة في برامج مايكروسوفت أوفيس ومايكروسوفت 365 بعد أن أطلقت جوجل مجموعة من منتجات الذكاء الاصطناعي بنفس أسبوع الإطلاق.

## العمل والاستخدام
تمَّ إنشاء كوبايلوت باستخدام الإصدار الرَّابع من شات جي بي تي، إضافةً إلى مايكروسوفت غراف [الإنجليزية]، ويستخدم نماذج اللغة، مثل شات جي بي تي، ويمكن له تجميع المعلومات من مجالات مختلفة لتقديم بيانات مُختلفة وإنشاء موادٍ أُخرى.
أعلنت مايكروسوفت أيضًا في حدث مايكروسوفت بالد [الإنجليزية] أنها ستضيف كوبايلوت إلى ويندوز 11؛ بحيث سيتم دمجه مباشرةً في ويندوز 11. وسيكون قابلًا للاستخدام عبر شريط المهام عبر جميع التطبيقات والبرامج.

### فيمايكروسوفت أوتلوك
بحسب مايكروسوفت، فإنَّ كوبايلوت كمُساعد في علبة الوارد والرسائل في مايكروسوفت آوتلوك، ويُستخدم في فرز رسائل البريد الإلكتروني والاتصالات الأُخرى، وكذلك لتلخيص سلاسل البريد الإلكتروني مع المُستخدمين الآخرين. ويُستخدم كذلك للرد على رسالة بريد إلكتروني موجودة عن طريق الكتابة، أو بتحويل الملاحظات إلى رسائل بريديَّة.
في أوتلوك الهاتف المحمول [الإنجليزية] يُمكن للمُستخدم استخدام كوبايلوت لصياغة رد على رسالةٍ ما.

### فيون نوت
| مايكروسوفت 365 كوبايلوت        | سيُساعدك مساعد كوبايلوت في وِن نوت في إنشاء المعلومات والتقاطها وتنظيمها واستدعائها بثقة | مايكروسوفت 365 كوبايلوت |
| — جريج ميس، مُدير برنامج ون نوت |                                                                                        |                         |

بحسب مُدير برنامج ون نوت «جريج ميس»، فإنَّ المُساعد يعمل بناءً على المُلاحظات التي يكتبها المُستخدم؛ ثُمَّ يقوم الذكاء الاصطناعي بتحليل الملاحظات الأولية ورسائل البريد الإلكتروني والبيانات الأخرى، ثُمَّ إنشاء المُلاحظات بناءً على المحتوى المرتبط تلقائيًّا.

### فيتيمز
في مايكروسوفت تيمز، يُستخدم كوبايلوت لإنشاء جداول اجتماعات بناءً على محفوظات الدردشة.

### فيإكسل
وفقًا لمايكروسوفت، يُمكن استخدام كوبايلوت لتحليل البيانات وفحصها آليًّا في إكسل.

### فيوورد
وفقًا لمايكروسوفت، يُمكن استخدام كوبايلوت لإنشاء وتحرير النصوص في مستندات مايكروسوفت وورد بناءً على أوامر المستخدم.

### فيمايكروسوفت باوربوينت
وفقًا لمايكروسوفت، يُنشئ كوبايلوت عروضًا تقديميَّة باستخدام أوامر مِن المُستخدم ويحول الأفكار التي يطرحها المُستخدم إلى عروض تقديمية.

## النَّقد والاستقبال
أعلنت شركة مايكروسوفت أنَّ المُساعد يتم اختباره من قبل 20 مساهم في البداية، وأعلنت من أنَّهُ «سيكون متاحًا على نطاقٍ أوسع في الأشهر المقبلة»، في منشورٍ على مدونتها الرَّسميَّة.

## وصلات خارجيَّة
- الموقع الرسمي